# EX-320
La carretera EX-320 es de titularidad de la Junta de Extremadura. Su categoría es local. Su denominación oficial es   EX-320 , de Zafra a Barcarrota.